# Anemiaceae
Anemiaceae, biljna porodica u redu Schizaeales čije su vrste roda Anemia ponekad uklopljene u porodicu Schizaeaceae. 
Postoje i dva fosilna roda koja se pripisuju ovoj porodici

## Rodovi
1. Anemia Sw., (117 spp.)
2. Palaeomohria Archangelsky 2009 †
3. Protornithopteris C.F. Reed, 1947 †